# Pietro I d'Aragona
Pietro Sánchez, Pietro in aragonese, Petri in basco, Pedro in spagnolo, in portoghese e in galiziano, Pere, in catalano e Pedru in asturiano (Valle de Hecho, 1068 circa – Val d'Aran, 28 settembre 1104), fu conte di Sobrarbe e Ribagorza, dal 1085 e poi re di Aragona e re di Pamplona dal 1094 fino alla morte.

## Origine

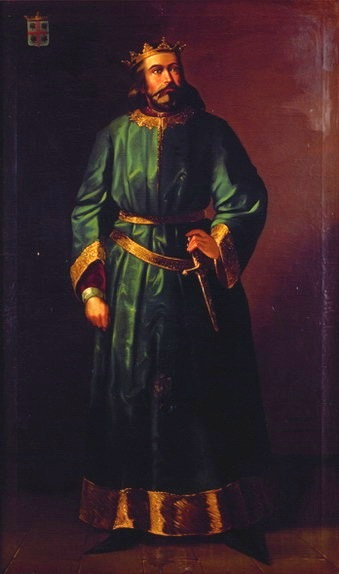
Ritratto di Pietro I di Aragona eseguito da Manuel Aguirre y Monsalbe nel 1885.

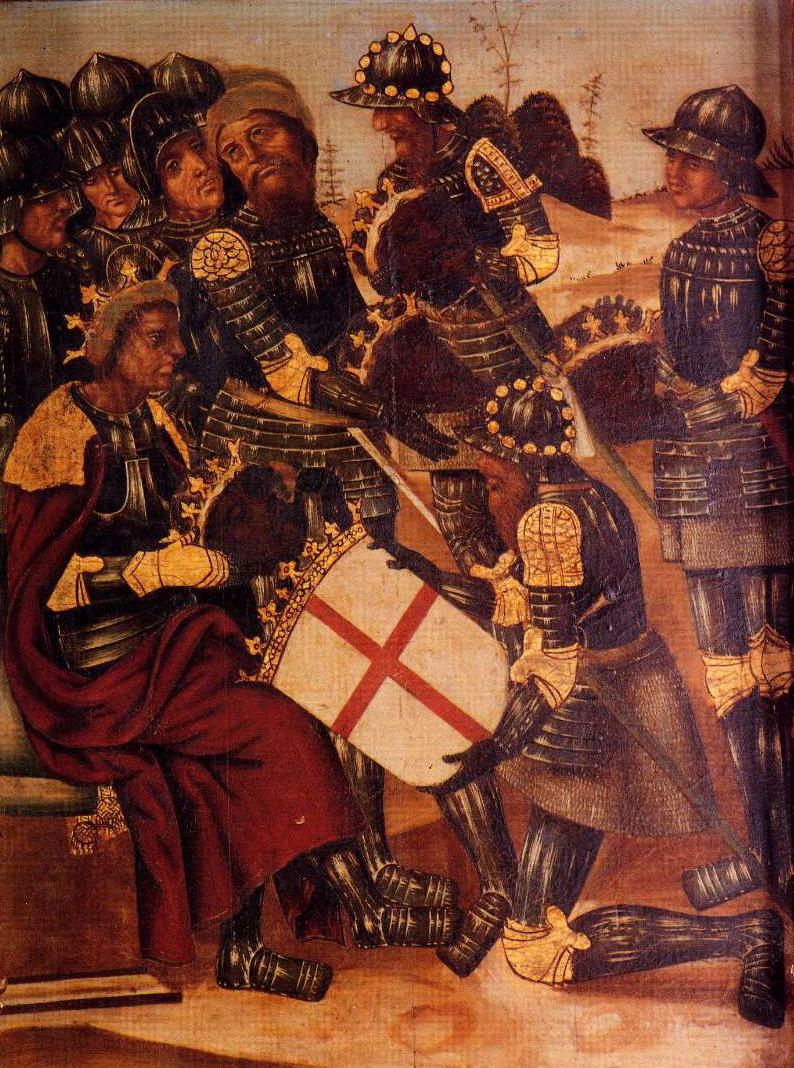
Pietro I riceve uno scudo con la Croce di San Giorgio.

Secondo la Ex Gestis Comitum Barcinonensium era figlio del re d'Aragona, re di Pamplona e conte di Sobrarbe e Ribagorza, Sancho Ramírez (Sancho I di Aragona e Sancho V di Navarra) e della moglie (come ci conferma nella Historia de los Condes de Urgel, Tomo I D. Diego Monfar y Sors, quando cita il primo testamento del fratello di Isabella, Ermengol detto di Gerb) Isabella di Urgell (ca. 1052 - † dicembre 1071), figlia del defunto conte di Urgell, Ermengardo III e della sua prima moglie, Adelaide di Besalú, (? -ca. 1055), figlia del conte di Besalú e Ripoll Guglielmo I ( † 1052) e della moglie, Adelaide ( † dopo il 1036), di cui non si conoscono gli ascendenti.
Sancho Ramírez era il figlio maschio primogenito del re d'Aragona e conte di Sobrarbe e Ribagorza, Ramiro I (come ci viene confermato dalla Ex Gestis Comitum Barcinonensium e, secondo la Crónica de San Juan de la Peña, di Ermessinda di Foix (ca. 1015-1049, Gilberga di Foix, dopo il matrimonio, divenuta regina d'Aragona, si fece chiamare, Ermesinda), che secondo le Preuves de l'Histoire Générale de Languedoc, Tome V era figlia del conte di Carcassonne e di Couserans e futuro conte di Foix, Bernardo Ruggero I, e dell'erede della contea e futura contessa di Bigorre, Garsenda, figlia del conte di Bigorre, Garcia Arnaud e della moglie, Riccarda, di cui non si conoscono gli ascendenti.

## Biografia
L'anno di nascita viene dedotto dalla affermazione della Crónica de San Juan de la Peña, che Pietro morì all'età di 35 anni e forse non era il primogenito di Sancho e Isabella, in quanto, secondo la España Sagrada, Tomo XLVI, suo padre, Sancho, il 18 agosto del 1068, fece una donazione al monastero di Roda per la salvezza dell'anima sua e della moglie e dei figli, quindi era nato almeno un altro figlio (probabilmente morto in tenera età, perché non viene più citato in nessun altro documento), prima di Pietro.
Quindi anche se la Crónica de San Juan de la Peña attribuisce Pietro alla seconda moglie di Sancho, Felícia di Ramerupt, sposata verso il 1076, Pietro è da ritenersi senz'altro figlio di Isabella.

Timbro reale (signum regis) di Pietro I che era in grado di firmare anche in Arabo.

Nel 1085, subentrò al padre nei titoli di conte di Sobrarbe e conte di Ribagorza, come si può dedurre da un documento del Cartulario de San Victorián, che in data 13 giugno 1085, l'abate di San Vittoriano asserisce che in quell'anno Sancho concesse a Pietro i citati titoli (iste anno quando...dedit rex ad filio suo Petro Sangiz Suprarbi et Ripacurcia).

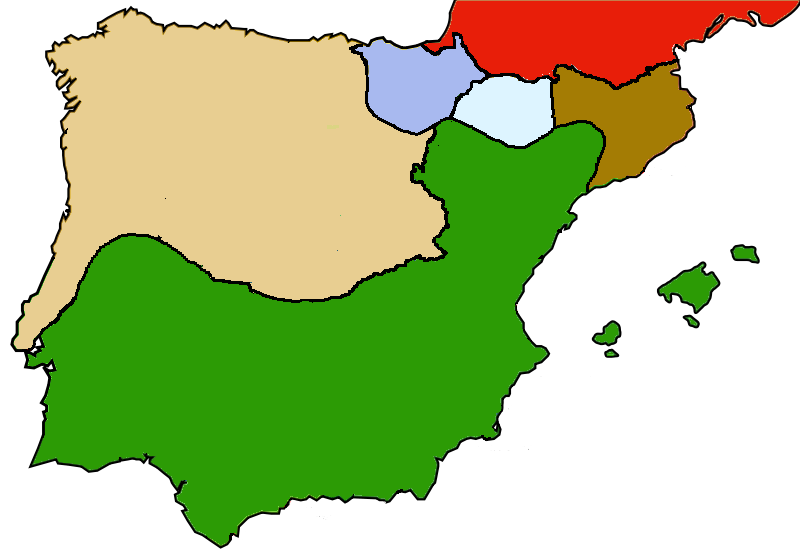
La penisola iberica nel 1103 circa, in lilla e grigio i regni di Navarra e Aragona, alla morte di Pietro I

A Jaca, nel 1086, secondo il Chronicon sancti Maxentii Pictavensis, Pietro sposò Agnese di Aquitania (1071-1098), figlia del duca d'Aquitania Guglielmo VIII detto anche Guido Goffredo di Guascogna e di Ildegarda di Borgogna (1050-1104), figlia del duca di Borgogna Roberto I (1011-1076). Secondo lo storico, Szabolcs de Vajay, nel suo Berthe reine d'Aragon, Pietro era stato fidanzato con Agnese, nel 1081.
In quegli anni Pietro cominciò a collaborare con il padre, come ci conferma un documento della Colección diplomatica de la catedral de Pamplona, Tome I anni 829-1243, datato 28 ottobre 1087, in cui il vescovo di Pamplona viene confermato nei suoi diritti da re Sancho, unitamente al figlio Pietro, che, sempre nel 1087, partecipò alla conquista di Estada, e nel 1088, di Montearagón, vicino a Jaca, dove il padre costruì ìl castello di Montearagón, come ci conferma la Crónica de San Juan de la Peña. Poi, nel 1089 partecipò alla conquista di Monzón, dove il padre lo investì del titolo di conte di Monzón, come ci conferma un documento del 1091 della Colección diplomática del monasterio de San Victorián de Sobrarbe dove il vescovo di Roda lo ricorda come conte di Sobrarbe e Ribagorza e conte di Monzón (rex...Petrus...in Suprarui et in Ripacrucia...ambos in Montson). Infine, nel 1093, Pietro conquistò Almenar ().
Nel 1094, alla morte del padre, gli subentrò, come re di Aragona e re di Pamplona, governando i due regni separatamente.
Pietro conquistò Huesca, il 26 novembre 1096, dopo aver sconfitto, nei pressi della città, alla battaglia di Alcoraz (19 novembre), il re di Saragozza, Al-Musta'in II.
Sempre nello stesso anno (1096), si alleò con el Cid, che già era divenuto signore di Valencia, con il proposito di fermare insieme l'avanzata degli almoravidi; cosa che avvenne alla battaglia di Bairén.
Nel 1097, Pietro spostò la capitale del regno da Jaca a Huesca.
Nel 1098 (la data della morte è confermata dagli Annales Compostellani), morì Agnese d'Aquitania, ed, essendo rimasto vedovo, Pietro si sposò, in seconde nozze, nella nuova capitale, con Berta di Savoia (1075-1111), figlia del Conte di Savoia, Conte d'Aosta e di Moriana, Pietro I di Savoia e di Agnese di Poitou (o Agnese d'Aquitania), figlia del conte di Poitiers, il duca d'Aquitania, Guglielmo VII Da questo matrimonio non nacquero figli, ma rimasta vedova, governò, con una certa autonomia, sino alla morte il "regno de Los Mallos", composto dai feudi di Agüero, Murillo, Riglos, Marcuello, Ayerbe, Sangarrén e Callén.
Nel 1100, conquistò Barbastro e Sariñena e tentò inutilmente di occupare Saragozza.
Nel 1104 assediò Tamarite de Litera.
Con la sua politica aggressiva contro i Mori, consolidò la supremazia militare delle truppe cristiane sulle musulmane.
Pietro ricevette un'indulgenza da "crociata" da papa Pasquale II per le sue campagne di riconquista.
Secondo il Chronicon sancti Maxentii Pictavensis, Pietro morì nel 1104, dopo aver regnato per undici anni, secondo la Ex Gestis Comitum Barcinonensium; la data della morte è confermata anche dagli Annales Compostellani.
Secondo il Cartulaire de l'abbaye de Saint-Sernini de Toulouse (844-1200) Pietro quando morì si trovava in Val d'Aran.
Secondo la Crónica de San Juan de la Peña, Pietro morì il 28 settembre, e fu tumulato nel Monastero di San Juan de la Peña, dove raggiunse i suoi predecessori.
A Pietro, senza eredi, succedette il fratellastro, Alfonso il Battagliero.

## Discendenza
Pietro e Agnese ebbero due figli:
- Pietro d'Aragona[25] (?-1º febbraio 1104), che sposò la figlia del Cid, Maria Díaz de Vivar, che non gli diede figli e che, rimasta vedova, nel 1104, in seconde nozze, sposò il conte sovrano di Barcellona, Raimondo Berengario III[26](1082 - 1131); neanche da questa unione fu generata prole[12].
- Isabella d'Aragona[25](?-1104). Secondo la Cronaca piniatense[27] i due figli del re morirono nello stesso anno e furono tumulati lo stesso giorno, il 18 agosto, nel Monastero di San Juan de la Peña[28].

## Ascendenza
|                              |   |                               | Genitori |  |  | Nonni |  |  | Bisnonni                     |  |  | Trisnonni                   |  |
|                              |   |                               |          |  |  |       |  |  | García II Sánchez di Navarra |  |  | Sancho II Garcés di Navarra |  |
|                              |   |                               |          |  |  |       |  |  | García II Sánchez di Navarra |  |  | Sancho II Garcés di Navarra |  |
|                              |   | Urraca Fernández di Castiglia |          |  |  |       |  |  | García II Sánchez di Navarra |  |  |                             |  |
| Sancho III Garcés di Navarra |   |                               |          |  |  |       |  |  | García II Sánchez di Navarra |  |  |                             |  |
|                              |   | Jimena Fernández              | …        |  |  |       |  |  |                              |  |  |                             |  |
|                              |   | Jimena Fernández              | …        |  |  |       |  |  |                              |  |  |                             |  |
|                              |   | Jimena Fernández              | …        |  |  |       |  |  |                              |  |  |                             |  |
| Ramiro I d'Aragona           |   | Jimena Fernández              |          |  |  |       |  |  |                              |  |  |                             |  |
|                              |   | …                             | …        |  |  |       |  |  |                              |  |  |                             |  |
|                              |   | …                             | …        |  |  |       |  |  |                              |  |  |                             |  |
|                              |   | …                             | …        |  |  |       |  |  |                              |  |  |                             |  |
| Sancha di Aybar              |   | …                             |          |  |  |       |  |  |                              |  |  |                             |  |
|                              |   | …                             | …        |  |  |       |  |  |                              |  |  |                             |  |
|                              |   | …                             | …        |  |  |       |  |  |                              |  |  |                             |  |
|                              |   | …                             | …        |  |  |       |  |  |                              |  |  |                             |  |
| Pietro I d'Aragona           |   | …                             |          |  |  |       |  |  |                              |  |  |                             |  |
|                              | … | …                             |          |  |  |       |  |  |                              |  |  |                             |  |
|                              | … | …                             |          |  |  |       |  |  |                              |  |  |                             |  |
|                              | … | …                             |          |  |  |       |  |  |                              |  |  |                             |  |
| Ermengardo III di Urgell     | … |                               |          |  |  |       |  |  |                              |  |  |                             |  |
|                              |   | …                             | …        |  |  |       |  |  |                              |  |  |                             |  |
|                              |   | …                             | …        |  |  |       |  |  |                              |  |  |                             |  |
|                              |   | …                             | …        |  |  |       |  |  |                              |  |  |                             |  |
| Isabella di Urgell           |   | …                             |          |  |  |       |  |  |                              |  |  |                             |  |
|                              |   | Guglielmo I di Besalú         | …        |  |  |       |  |  |                              |  |  |                             |  |
|                              |   | Guglielmo I di Besalú         | …        |  |  |       |  |  |                              |  |  |                             |  |
|                              |   | Guglielmo I di Besalú         | …        |  |  |       |  |  |                              |  |  |                             |  |
| Adelaide di Besalú           |   | Guglielmo I di Besalú         |          |  |  |       |  |  |                              |  |  |                             |  |
|                              |   | Adelaide                      | …        |  |  |       |  |  |                              |  |  |                             |  |
|                              |   | Adelaide                      | …        |  |  |       |  |  |                              |  |  |                             |  |
|                              |   | Adelaide                      | …        |  |  |       |  |  |                              |  |  |                             |  |
|                              |   | Adelaide                      |          |  |  |       |  |  |                              |  |  |                             |  |

### Fonti primarie
- (LA)  Histoire Générale de Languedoc, Tome V, Preuves.
- (LA)  Rerum Gallicarum et Francicarum Scriptores, tome XII.
- (LA)  #ES Marca Hispanica sive Limes Hispanicus.
- (LA)  España Sagrada, volume XXIII.
- (LA)  Chronicon sancti Maxentii Pictavensis.
- (LA)  Cartulaire de l'abbaye de Saint-Sernini de Toulouse (844-1200).

### Letteratura storiografica
- Rafael Altamira, Il califfato occidentale, in «Storia del mondo medievale», vol. II, 1999, pp. 477–515
- Louis Halphen, La Francia nell'XI secolo, in «Storia del mondo medievale», vol. II, 1999, pp. 770–806
- Rafael Altamira, La Spagna (1031-1248), in Storia del mondo medievale, vol. V, 1999, pp. 865–896
- (ES)  Historia de los condes de Urgel, Tomo I.
- (CA)  Crónica de San Juan de la Peña.
- (ES)  Los Condes de Barcelona Vindicados, Tomo II.